# Assistive Technology Service Provider Interface
Assistive Technology Service Provider Interface (支援技術サービス・プロバイダ・インタフェース、略称: AT-SPI) は、アプリケーションソフトウェアがツールキットに依存せずアクセシビリティ機能を提供する方法。
GNOMEプロジェクトが開発した。
AT-SPIツールキットは、アプリケーションコンテンツの論理的な表現を提供する。
スクリーンリーダーまたは拡大鏡のような有用な支援アプリケーションは、障害者にアプリケーションの閲覧・対話を可能にする。
AT-SPIは、Linuxデスクトップ・テスト・プロジェクトやDogtailのようなツールを使用して、ユーザインタフェースの自動テストにも流用できる。
2012年7月の時点では、GTK++2、Java / Swing、Mozillaスイート、StarSuite / OpenOffice.org / Apache OpenOfficeとQt 4にて提供されている。
Linux Foundationは、AT-SPIをLinuxの標準として採用することを検討している。